# Tim Rose
Timothy Alan Patrick Rose, meglio conosciuto col nome di Tim Rose (Washington, 23 settembre 1940 – Londra, 24 settembre 2002), è stato un cantautore statunitense.
Ha vissuto a Londra, in Inghilterra ed ha avuto un gran successo in Europa, anche se nel suo paese nativo è conosciuto da pochi. Conosciuto per la sua voce scura e rauca, Rose è stato spesso paragonato a Ray Charles, Rod Stewart e Joe Cocker.

## Biografia

### Gli anni prima della carriera musicale
Tim Rose è nato a Washington, DC, ed è stato cresciuto da sua madre Mary, che lavorava per l'Army Corps of Engineers, e dalla zia e dalla nonna in una zona conosciuta come "South Fairlington Historic District", ad Arlington (Virginia), dove incontra Scott McKenzie (un aspirante musicista dei tempi), suo vicino di casa. Rose impara a suonare il banjo e la chitarra, e vince il primo premio per la musica al liceo. Rose si diploma al Gonzaga College Prep School, un noto istituto di Gesuiti a Washington, nel 1958. Da lì entra a far parte degli United States Air Force (nello Strategic Air Command), in epoca pre-Vietnam, e viene inviato nel Kansas. Lavora poi come marinaio mercantile sulla SS Atlantic e in una banca, prima di essere coinvolto nel business della musica.

### Gli inizi
La sua prima band si chiamò "The Singing Strings", che includeva il suo vecchio amico McKenzie, che più tardi prese parte con John Phillips in un gruppo locale chiamato "The Abstracts", poi "The Smoothies" e alla fine "The Journeymen". Altri membri della band di Rose furono Buck Hunnicutt, Speery Romig e Alan Stubbs. Nel 1962, Tim Rose collaborò con l'ex-Smoothies Michael Baran, in un duo chiamato "Michael and Timothy". Dopo, Jake Holmes, Rich Husson e Tim Rose formarono un gruppo chiamato "The Feldmans", più tardi rinominato "Tim Rose and the Thorns".

### The Big Three
Dopo che i tre si sciolsero, Rose incontrò la cantante Cassie Elliot, che avrebbe poi cantato anche per i "Mamas and Papas", in un party a Georgetown, DC, e formò un trio folk con lei e James (Jim) Hendricks inizialmente chiamato "The Triumvirate", dopo rinominato "The Big Three". The Bitter End, un conosciuto club folk a New York, nel quartiere residenziale di Greenwich Village, li mise sotto contratto insieme ai "Cafe Wha?", "The Night Owl", e ai "The Gaslight Cafe", e insieme anche a molti musicisti che alloggiavano nel vicino Albert Hotel. Rose descrisse Cassie Elliot come la cantante più allegra e con maggior talento che avesse mai visto e conosciuto.
Il successo continuò a crescere ed essi cominciarono ad apparire in show televisivi su reti nazionali e registrarono due album: The Big 3 (1963) e The Big 3 Live at the Recording Studio (1964). Nei loro due album c'erano canzoni come Grandfather's Clock e il brano pacifista Come Away Melinda (una versione ri-registrata di uno dei pezzi più famosi di Rose solista molti anni prima). Una composizione di Rose, intitolata The Banjo Song e che riprendeva le parole del brano Oh! Susanna, venne ripresa nel 1969 dal gruppo olandese degli Shocking Blue e venne portata al successo con il titolo Venus.
Rose e Elliot avevano, però, delle idee contrastanti in fatto di musica ed entrambi avevano intenzione di seguire la loro strada, così la banda si sciolse, anche perché, poi, Cassie e Hendricks si sposarono segretamente. Sono apparsi in 26 show televisivi, come Hootenanny (1963), The Danny Kaye Show (1963) e The Tonight Show Starring Johnny Carson (1962). Rose racconta storie riguardo ai suoi litigi con Cassie sulla musica, dicendo che loro dovevano seguire le sue idee «...perché una grande donna non sbaglia mai».